# SN 1996ax
SN 1996ax – supernowa odkryta 8 października 1996 roku w galaktyce A215352-0002. W momencie odkrycia miała maksymalną jasność 23,30m.